# Laura Cerón
Laura Cerón (Mexico-Stad, 28 september 1964) is een Mexicaanse/Amerikaanse actrice.
Cerón is het meest bekend van haar rol als verpleegster Chuny Marquez in de televisieserie ER waar zij in 219 afleveringen speelde (1995-2009).

## Biografie
Cerón werd geboren in Mexico-Stad in een gezin van zes kinderen, zij verhuisde op tienjarige leeftijd met haar familie naar Elgin. Tijdens de highschool begon zij met acteren in het theater, na haar school werd zij lid van het Latino Chicago Theater Company in Chicago. Hier werd zij een van de belangrijkste speelsters en speelde in tientallen toneelstukken.

## Filmografie

### Films
Uitgezonderd korte films.
- 2012 California Winter – als Camilia Vasquez
- 2011 The Perfect Family – als Carmelita
- 2009 Bring It On: Fight to the Finish – als Isabel
- 2009 Political Disasters – als Lenora
- 2008 Oh Baby! – als Betty
- 2007 Rails & Ties – als Susan Garcia
- 2004 Criminal – als serveerster
- 2002 King Rikki – als Emalita Ortega
- 1996 The Big Squeeze – als Letter Carrier
- 1995 Losing Isaiah – als NICU vrouw
- 1992 The Public Eye – als Puerto Ricaanse vrouw

### Televisieseries
Uitgezonderd eenmalige gastrollen.
- 2020-2022 Station 19 - als Tia Sandra - 5 afl.
- 2022 9-1-1: Lone Star - als Elena - 2 afl.
- 2016-2018 Shameless - als Celia Delgado - 6 afl.
- 1995-2009 ER – als verpleegster Chuny Marquez – 219 afl.
- 1993-1994 Missing Persons – als Anita – 3 afl.

- International Standard Name Identifier: 0000 0001 2071 1895
- Library of Congress Control Number: no2011093143
- Virtual International Authority File: 171737539
- WorldCat: E39PBJk4CtFfGMmDR4C3cMyPQq